# Nissan Terrano
Der Nissan Terrano ist ein 1985 erstmals von Nissan präsentiertes Sport Utility Vehicle. Er basierte ursprünglich auf dem speziell für die USA entwickelten Nissan Pathfinder. Die unterschiedlichen Ansprüche der Kunden  brachten 1993 für Europa ein  eigenes Modell, den Nissan Terrano II, welches auch als Ford Maverick gebaut wurde. Der Terrano II wurde in Japan als Nissan Mistral vermarktet, parallel zum eigentlichen Terrano–I–Nachfolger Terrano R50 und der darauf basierenden Luxus-Variante Terrano Regulus. Vom Terrano R50 und Regulus wiederum war der Pathfinder R50 abgeleitet. Bis 2001 wurde der R50 auch außerhalb von Nordamerika und Europa als Terrano angeboten. Der Nissan X-Trail übernahm 2001 die Nachfolge des Terrano, während er in Europa der eigentliche Nachfolger des Terrano II wurde.

## Terrano (WD21/URGD21; 1985–2007)
Angestachelt vom Erfolg des Toyota 4Runner in den USA präsentierte Nissan 1985 auf der Detroit Motor Show den Pathfinder als Ableger des erst im Vorjahr erfolgreich gestarteten Pick Up. Im Heimatmarkt wurde der Pathfinder als Nissan Terrano und ab 1988 unter diesem Namen auch in Europa und anderen weltweiten Märkten eingeführt.
Während in den USA nur Ottomotoren erhältlich waren, 2,4–l–Vierzylinder und 3,0 V6, wurde in Europa auch der 2,7 TD angeboten. In den USA verschwand der Vierzylinder recht schnell wieder vom Markt, was blieb, waren die bis zum Schluss erhältlichen zweiradgetriebenen Versionen. In Deutschland wurde der Terrano ausschließlich mit Allradantrieb angeboten.
In den Jahren 1988 und 1991 wurden die V6-Modelle mit dem 95 kW–Motor (VG30i) direkt von Nissan aus den USA importiert und per Einzelabnahme zugelassen, dadurch haben sie meist die Schlüsselnummer „0000“ im Fahrzeugbrief stehen. 1991 kam der überarbeitete V6 mit 109 kW und im selben Jahr auch die fünftürige Version auf den Markt. 1995 kam schließlich die neue Generation Terrano R50 auf den Markt. In Ozeanien rollte der WD21/URGD21 aber noch zwei weitere Jahre vom Band, in Indonesien für den asiatischen Markt sogar noch bis 2007.

## Terrano (R50; 1995–2002), Terrano Regulus (JR50; 1996–2004)

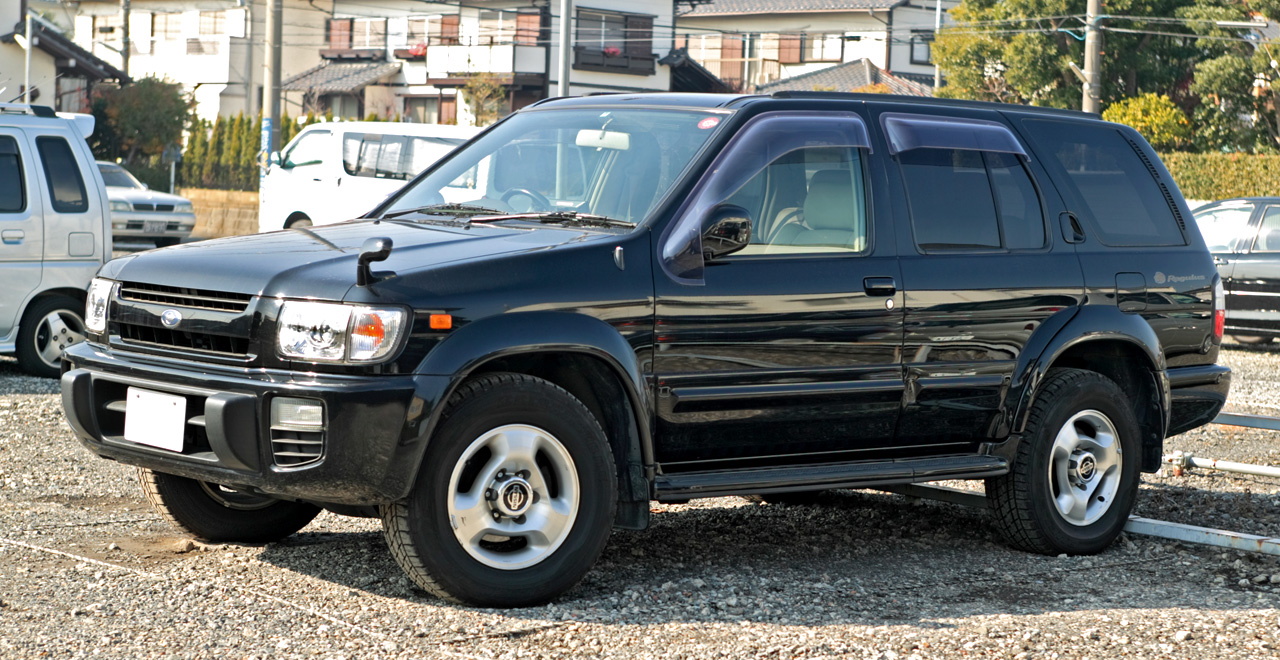
Nissan Terrano Regulus (1996–2004)

Der Terrano R50 wurde 1995 auf dem japanischen Markt eingeführt und sollte ursprünglich auch in Europa gebaut werden. Doch nach dem Erfolg seines Vorgängers beschloss man die Grundkonstruktion und Motorisierungen beizubehalten und ließ im britischen Sunderland einen speziellen europäisierten Nachfolger kreieren. Nach den Konstruktionsplänen des Terrano R50 wurde in den Vereinigten Staaten auch die neue Generation des Nissan Pathfinder verkauft. Der Terrano Regulus basierte ebenfalls auf der R50-Generation. Er wurde 1996 eingeführt und ausschließlich in Japan angeboten. Er wurde als hochwertige Alternative mit besserer Ausstattung angeboten. In Nordamerika wurde er zur Ergänzung der Nissan Premiummarke Infiniti als Infiniti QX4 angeboten.
Mitte 2001 wurde der Terrano R50 durch den Nissan X-Trail ersetzt, während der Terrano Regulus noch bis 2004 in Japan im Angebot war.

## Technische Daten

### Fahrwerk
- Vorderachse: Einzelradaufhängung an Doppelquerlenkern mit Drehstabfederung (Differentiale R180 bzw. R200 (V6))
- Hinterachse: Starrachse geführt an vier Längslenkern und Panhardstab, Schraubenfedern. 60 % Differentialbremse (LSD) serienmäßig. Achsen C200 und H233B je nach Motor und Baujahr.
- Getriebe: Fünfgang-Schaltgetriebe, Automatikgetriebe auf Wunsch bei Terrano I V6

Leiterrahmen

### Motoren

#### Terrano I (WD21)
- 2,4-l-Vierzylinder-Ottomotor mit 74 kW (101 PS) oder 92 kW (125 PS)
- 3,0-l-V6-Ottomotor mit 95 kW (129 PS) bzw. 109 kW (148 PS)
- 2,7-l-Vierzylinder-Turbodiesel mit 73 kW (99 PS) bzw. 69kw (94 PS)

#### Terrano (R50)
- 3,0-l-Vierzylinder-Turbodiesel mit 125 kW (170 PS)
- 3,0-l-Vierzylinder-Turbodiesel (Intercooler) mit 125 kW (170 PS)

#### Terrano Regulus (JR50)
- 3,2-l-Vierzylinder-Turbodiesel (Intercooler) mit 110 kW (150 PS)
- 3,0-l-Vierzylinder-Turbodiesel mit 125 kW (170 PS)
- 3,0-l-Vierzylinder-Turbodiesel (Intercooler) mit 125 kW (170 PS)